# Phlojodicarpus
Phlojodicarpus là chi thực vật có hoa trong họ Apiaceae.